# Ute Geweniger
Ute Geweniger, född 24 februari 1964 i Karl-Marx-Stadt, är en före detta östtysk simmare.
Geweniger blev olympisk guldmedaljör på 100 meter bröstsim vid sommarspelen 1980 i Moskva. Vid världsmästerskapen 1982 vann hon över 100 meter bröst och 4 x 100 meter medley. Hon valdes 1981 som Östtyskland Sportler des Jahres. Efter 1991 hade hon en kosmetikstudio i Chemnitz.